# Epidauro (mitologia)
Nella mitologia greca, Epidauro era il nome di uno dei figli di Argo e Evadne

## Nel mito
Di lui racconta Apollodoro, che rimane fra le varie versioni la più importante, racconta di sua madre la figlia del dio mare Strimone e dei suoi fratelli: Ecbaso, Pira e Criaso. Pausania racconta che gli Elei si discostavano da questa interpretazione, tipica degli Argivi, vedendo in Epidauro un figlio di Pelope.